# إيرينا ديميك
إيرينا ديميك (بالفرنسية: Irina Demick) هي ممثلة فرنسية، ولدت في 16 أكتوبر 1936 في فرنسا، وتوفيت في 8 أكتوبر 2004 بإنديانابوليس في الولايات المتحدة.

## أعمال

### أفلام
- (1962) أطول يوم[2][3]

## وصلات خارجية
- إيرينا ديميك على موقع IMDb (الإنجليزية)
- إيرينا ديميك على موقع ألو سيني (الفرنسية)
- إيرينا ديميك على موقع ميوزك برينز (الإنجليزية)
- إيرينا ديميك على موقع أول موفي (الإنجليزية)
- إيرينا ديميك على موقع قاعدة بيانات الأفلام السويدية (السويدية)
- إيرينا ديميك على موقع ديسكوغز (الإنجليزية)
- إيرينا ديميك على موقع قاعدة بيانات الفيلم (الإنجليزية)
- إيرينا ديميك على موقع كينوبويسك (الروسية)